# Blair Tuke
Blair Tuke (ur. 25 lipca 1989) – nowozelandzki żeglarz startujący w klasie 49er. Zdobywca srebrnego medalu wspólnie z Peterem Burlingem z Londynu. Był to 100 medal reprezentacji Nowej Zelandii.

## Osiągnięcia sportowe

### Igrzyska olimpijskie
Na igrzyskach w Londynie w 2012 roku zdobył srebrny medal w klasie 49er wraz z Peterem Burlingiem, od tamtego momentu do IO w Rio de Janeiro wygrali wszystkie międzynarodowe regaty, w których startowali, w tym czterokrotnie Mistrzostwa Świata.
W 2016 roku zdobyli złoty medal na IO w Rio de Janeiro, zapewniając sobie zwycięstwo dzień przed końcem regat. Zwycięstwo w wyścigu medalowym dało im ostatecznie 42 punkty przewagi nad kolejną załogą.
| Miejsce | Dzień       | Rok  | Miejscowość    | Konkurencja | Zwycięzca                               |
| ------- | ----------- | ---- | -------------- | ----------- | --------------------------------------- |
| 2.      | 8 sierpnia  | 2012 | Weymouth       | 49er        | Australia Nathan Outteridge Iain Jensen |
| 1.      | 18 sierpnia | 2016 | Rio de Janeiro | 49er        | Nowa Zelandia Peter Burling Blair Tuke  |